# Pseudopteris ankaranensis
Pseudopteris ankaranensis är en kinesträdsväxtart som beskrevs av René Paul Raymond Capuron. Pseudopteris ankaranensis ingår i släktet Pseudopteris och familjen kinesträdsväxter. Inga underarter finns listade i Catalogue of Life.